# Võhma (Viljandi)
Võhma – miasto w środkowej Estonii, w prowincji Viljandi.
Znajduje się tu stacja kolejowa Võhma, położona na linii Tallinn – Viljandi.